# Bubón (ciudad)

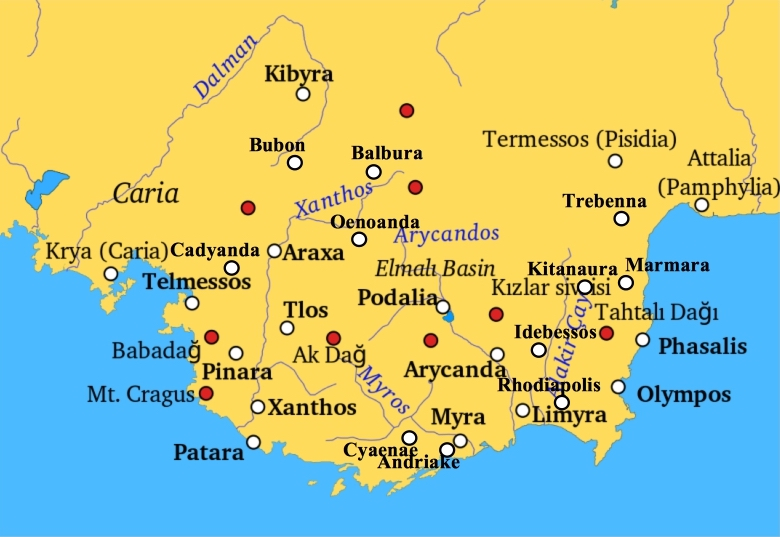
Ciudades de la antigua Licia. Puntos rojos: picos montañosos, puntos blancos: ciudades antiguas.

Bubón (en griego antiguo: Βούβων) fue una ciudad del norte de Licia mencionada por Esteban de Bizancio; el nombre étnico, «añade, debería ser Βουβώνιος, pero es Βουβωνεύς, pues los licios se regocijan de esta forma».  La veracidad de esta observación de Esteban queda demostrada por la inscripción hallada en el lugar: Βουβωνέων ἡ Βουλὴ καὶ ὁ Δῆμος. También la mencionan Bubón Claudio Ptolomeo, Hierocles, además de Plinio el Viejo: Historia natural, 35,17.

## Geografía
Bubón se encontraba al oeste de la antigua Balbura, cerca de İbecik —según confirman los eruditos modernos—, en el extremo sur de la provincia de Burdur, al suroeste de Turquía.
A unos 20 km al sur de Gölhisar se  hallan sus ruinas en la ladera escarpada de una montaña.
Tenía un pequeño teatro construido en piedra arenisca .En la cima de la colina se encontraba la acrópolis. Bubón está en una zona montañosa, rodeada de campos fértiles que antiguamente regaron pequeños afluentes del río Indo. Separaba las cuencas de este río y del río Janto, y dominaba la entrada al paso sobre las montañas.

## Historia
En el siglo II a. C., estuvo inmersa en los conflictos de la Ligia Licia con sus vecinos norteños.
En el año 81 a. C, Lucio Licinio Murena  depuso al tirano de Cibira  y Balbura y Bubón pasaron a formar parte de la Ligia Licia.
Bubón, junto con Balbura y Enoanda formaron el distrito de Cabalia.
Acuñó moneda en el siglo II o siglo I a. C. y también durante el gobierno de Augusto. A instancia del emperador Cómodo pasó de tener dos votos en la Liga Licia a tener tres. Esta prebenda se le concedió por su esfuerzo en colaborar en la lucha contra los bandidos.
De su historia poco se sabe ya que tuvo una escasa importancia.